# Welcome Pass
Der Welcome Pass (englisch für Willkommenspass) ist ein 800 m hoher und verschneiter Gebirgspass mit nordost-südwestlicher Ausrichtung im westantarktischen Queen Elizabeth Land. Im Dufek-Massiv der Pensacola Mountains verläuft er zwischen dem Cairn Ridge und dem Czamanske Ridge zum Tranquillity Valley.
Namensgebend für den Pass ist die Begebenheit, bei der die US-amerikanischen Geologen Arthur B. Ford und Willis H. Nelson (1920–2010) während einer vom United States Geological Survey von 1976 bis 1977 durchgeführten Kampagne hier eine Willkommensbotschaft für ihren sowjetischen Kollegen Garrik E. Grikurow (* 1934) hinterlassen hatten.